# 莫利紐克斯科納斯 (紐約州)
莫利紐克斯科納斯（英語：Molyneaux Corners）是位於美國紐約州尼亞加拉縣的非建制地區。

## 地理
莫利紐克斯科納斯所處的海拔為高於海平面119米（即390英呎），而該地所採用的時區為UTC-5，即北美东部时区（EST）。同時該地設有夏令時間，為UTC-5調快一小時，即UTC-4（EDT）。